# Monika Florczak-Wątor
Monika Florczak-Wątor (ur. 1977) – polska prawnik, radca prawny, profesor nauk społecznych w dyscyplinie nauki prawne, specjalistka w zakresie prawa konstytucyjnego oraz praw człowieka, profesor na Wydziale Prawa i Administracji Uniwersytetu Jagiellońskiego.

## Życiorys
Urodziła się w 1977. W 2001 ukończyła studia prawnicze na Wydziale Prawa i Administracji Uniwersytetu Jagiellońskiego, a w 2002 studia politologiczne ze specjalizacją stosunki międzynarodowe na Wydziale Studiów Międzynarodowych i Politycznych Uniwersytetu Jagiellońskiego. W 2005 na podstawie rozprawy pt. Rodzaje orzeczeń Trybunału Konstytucyjnego i ich skutki prawne otrzymała na Wydziale Prawa i Administracji UJ stopień naukowy doktora nauk prawnych w zakresie prawa, specjalność: prawo konstytucyjne. Tam też uzyskała w 2015 na podstawie dorobku naukowego oraz rozprawy pt. Horyzontalny wymiar praw konstytucyjnych stopień doktora habilitowanego nauk prawnych w zakresie prawa, specjalność: prawo konstytucyjne. Została zatrudniona na stanowisku adiunkta, a następnie profesora nadzwyczajnego w Katedrze Prawa Konstytucyjnego UJ. Postanowieniem z 27 lipca 2021 r. Prezydent RP nadał jej tytuł profesora nauk społecznych.
Pełni funkcję Zastępcy Przewodniczącego Komitetu Nauk Prawnych Polskiej Akademii Nauki. Rzecznika Dyscyplinarnego UJ ds. Nauczycieli Akademickich. Jest członkiem Rady Dyscypliny Nauki Prawne oraz kuratorem Towarzystwa Biblioteki Słuchaczów Prawa UJ.
Ukończyła aplikację sądową w latach 2002-2005 i zdała egzamin sędziowski. Uzyskała uprawnienia radcy prawnego i została członkiem Okręgowej Izby Radców Prawnych w Krakowie. W latach 2004–2017 była zatrudniona w Biurze Trybunału Konstytucyjnego.
W latach 2017–2023 była sekretarzem czasopisma „Przegląd Konstytucyjny”, wchodziła w skład komitetu redakcyjnego czasopisma „Zagadnienia Sądownictwa Konstytucyjnego” oraz jest członkiem zespołu redakcyjnego „Przeglądu Konstytucyjnego”.
W 2017 została członkiem rady programowej Archiwum im. Wiktora Osiatyńskiego. Od 2020 jest pierwszym kierownikiem Centrum Interdyscyplinarnych Studiów Konstytucyjnych Uniwersytetu Jagiellońskiego i w ramach tej instytucji jest pomysłodawczynią i koordynatorką Młodzieżowej Akademii Praw Obywatelskich na Wydziale Prawa i Administracji UJ.

## Działalność Naukowa i Dydaktyczna
Kierowała wieloma inicjatywami badawczymi o międzynarodowym zasięgu. Jej zaangażowanie objęło przewodzenie projektom wspieranym przez Narodowe Centrum Nauki, z których uzyskiwała wielokrotnie finasowanie w ramach konkursów OPUS, SONATA BIS oraz PRELUDIUM BIS.
Uczestniczy w międzynarodowych inicjatywach koordynowanych przez zagraniczne uniwersytety, w tym pełniąc funkcję lidera polskiego zespołu w ramach projektu finansowanego przez Fundusz Wyszehradzki. Jej dorobek to ponad 150 publikacji naukowych i redakcji wielu prac zbiorowych.
Na Wydziale Prawa i Administracji Uniwersytetu Jagiellońskiego prowadzi m.in. zajęcia z Dogmatyki konstytucyjnych wolności i praw człowieka w Polsce, Prawa konstytucyjnego oraz tutoriale.

## Członkostwo w korporacjach naukowych oraz organizacjach pozarządowych
- Polskie Towarzystwo Prawa Konstytucyjnego,
- European Group of Public Law[2],
- International Faculty of the European Law and Governance School w Atenach[2],
- Eastern European Chapter of the International Society of Public Law (ICON-S) – współzałożyciel[2],
- Stowarzyszenie Demokracja w Praktyce[15],
- Komitet Nauk Prawnych Polskiej Akademii Nauk[16],
- Komisja Nauk Prawnych Oddziału Krakowskiego PAN[17],
- Komisja Prawnicza Polskiej Akademii Umiejętności[2].

## Wyróżnienia i nagrody
Jej rozprawa doktorska uzyskała nagrodę w ogólnopolskim konkursie „Przeglądu Sejmowego” na najlepszą rozprawę doktorską z zakresu prawa konstytucyjnego. W latach 2007, 2010, 2011, 2012, 2013, 2015, 2016 otrzymała nagrody JM Rektora Uniwersytetu Jagiellońskiego za osiągnięcia naukowe i dydaktyczne.